# 京都府道482号山家停車場線
京都府道482号山家停車場線（きょうとふどう482ごう やまがていしゃじょうせん）は、京都府綾部市を通る一般府道である。

## 概要
綾部市上原町から綾部市鷹栖町に至る。
JR西日本山陰本線 山家駅前の府道で、途中の由良川には山家橋が架かる。

### 路線データ
- 起点：綾部市上原町（JR西日本山陰本線 山家駅前）
- 終点：綾部市鷹栖町（山家交差点、国道27号交点、福井県道・京都府道1号小浜綾部線終点）

## 路線状況

### 道路施設

#### 橋梁
- 山家橋（由良川、綾部市）

## 地理

### 通過する自治体
- 綾部市

### 交差する道路
| 交差する道路                             | 交差する場所 | 交差する場所      |
| ---------------------------------------- | ------------ | ----------------- |
| 国道27号 福井県道・京都府道1号小浜綾部線 | 鷹栖町       | 山家交差点 / 終点 |

### 沿線
- JR西日本山陰本線 山家駅
- 板牧水天宮
- 常福寺
- 綾部市立山家幼稚園